# Чармунь (Куявсько-Поморське воєводство)
Чармунь (пол. Czarmuń) — село в Польщі, у гміні Венцборк Семполенського повіту Куявсько-Поморського воєводства.
Населення — 90 осіб (2011).
У 1975-1998 роках село належало до Бидгощського воєводства.

## Демографія
Демографічна структура станом на 31 березня 2011 року:
|          | Загалом | Допрацездатний вік | Працездатний вік | Постпрацездатний вік |
| -------- | ------- | ------------------ | ---------------- | -------------------- |
| Чоловіки | 47      | 10                 | 35               | 2                    |
| Жінки    | 43      | 9                  | 25               | 9                    |
| Разом    | 90      | 19                 | 60               | 11                   |